# Trappistinnenabtei Soleilmont
Die Trappistinnenabtei Soleilmont ist seit dem 12. Jahrhundert ein Benediktinerinnenkloster, seit dem 13. Jahrhundert ein Zisterzienserinnenkloster und seit 1922 ein belgisches Kloster der Trappistinnen in Fleurus, nordöstlich Charleroi, Bistum Tournai.

## Geschichte
Die Anfänge des Nonnenklosters Soleilmont („Sonneberg“) reichen bis ins 12. Jahrhundert zurück. 1237 wurde es in den Zisterzienserorden eingegliedert und der Aufsicht der Zisterzienserabtei Aulne unterstellt. 1246 wurde von hier aus das Kloster Moulins bei Namur (Peugniez S. 406) gegründet (1414 aufgelöst). Von 1797 bis 1802 lebten die Nonnen im Exil in Farciennes. Ab 1805 wurde das Kloster als Priorat geführt. 1922 trat es dem Trappistenorden bei und wurde 1927 zur Abtei erhoben. 1963 brannte das alte Kloster nieder und musste in der Nachbarschaft der Ruinen neu errichtet werden (1973 eingeweiht).

### Priorinnen und Äbtissinnen seit 1858
- Xavier Glaesener (1858–1894)
- Alphonse Xauflaire (1894–1902)
- Bernard Richir (1902–1909)
- Xavier Mathieu (1909–1918)
- Marie Clément (1918–1921)
- Ignace Vermeylen (1921–1927)
- Gabrielle André (1927–1936, 1939–1945)
- Scholastique Dal (1936–1939)
- Agnès Swevers (1945–1950)
- Thérèse Devos (1950–1989)
- Paul Smets (1989–2003)
- Dominique Graulich (2003–2015)

### Gründungen
- 1950: Trappistinnenabtei Nazareth (Brecht, Belgien)
- 1995: Trappistinnenkloster Kunnambetta (Ananda Matha Ashram/Makkiyad, dann Kunnambetta, Indien)